# Johnnie Allan

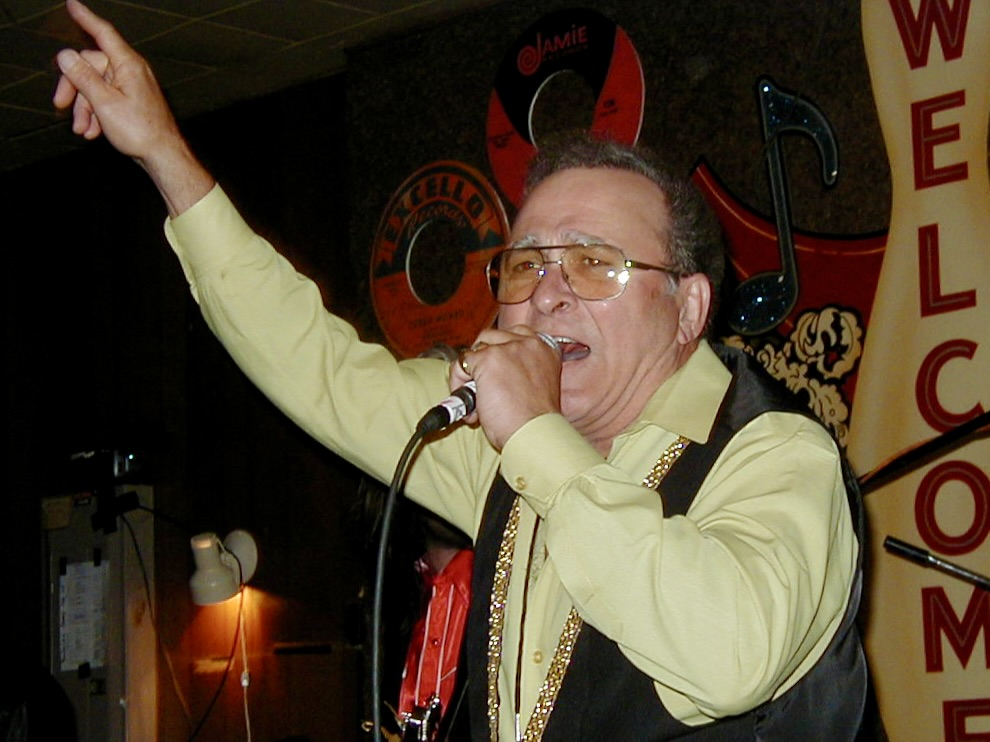
Johnnie Allan (2004)

Johnnie Allan (* 10. März 1938 in Rayne, Louisiana als John Allen Guillot) ist ein US-amerikanischer Cajun- und Rock-’n’-Roll-Musiker.

## Karriere
Allan, der mit sechs Jahren das Gitarrenspielen lernte, spielte bereits als Dreizehnjähriger in der traditionellen Cajun-Band Walter Mouton & the Scott Playboys. Er kam aus einer musikalischen Familie, zu der u. a. die Cajun-Legenden Joe Falcon und Cleoma Breaux gehörten. Mit 15 wechselte er als Steel-Gitarrist zur Band Lawrence Walker & the Wandering Aces, einer weiteren Cajun-Band. 1958 verließ er auch diese Band und gründete die Krazy Kats. Allan kreierte zusammen mit seinen Bandkollegen einen neuen Musikstil. Sie kombinierten dazu traditionelle Klänge von Geigen und Akkordeon mit moderneren Rock-’n’-Roll- und R&B -Sounds. Johnnie Allan war einer der Hauptvertreter dieser regional geprägten Rockmusik, die als Swamp Rock bezeichnet wurde.
Seit den späten 1950er Jahren hatte Allan einige Erfolge mit Rock-’n’-Roll- und R&B-Stücken. Sein größter Erfolg war eine Cajun-Version von Chuck Berrys Promised Land in den 70er Jahren.
Neben der Musik ging er einer Tätigkeit als Lehrer nach. Einige Zeit war er Grundschulleiter. Außerdem schrieb er mehrere Bücher zur Cajun-Musik und -Kultur.
Im Alter von 85 Jahren nahm er 2024 seine bisher letzte Single „The Box of Love“ auf.

## Alben
- 1964: South to Louisiana
- 1972: Sings
- 1974: Dedicated to You
- 1976: Another Man's Woman
- 1979: Louisiana Swamp Fox
- 1979: Good Timin' Man
- 1980: Cajun Country
- 1983: Thanks for the Memories
- 1987: Sings Cajun Now
- 1992: From Louisiana to the Promised Land
- 1996: The Ultimate Louisiana Experience
- 2020: Something Old, Something New